# Phyllotopsidaceae
Phyllotopsidaceae Locquin ex Olariaga, Huhtinen, Læssøe, J.H. Petersen & K. Hansen – rodzina grzybów znajdująca się w rzędzie pieczarkowców (Agaricales).

## Systematyka
Pozycja w klasyfikacji według Index Fungorum: Phyllotopsidaceae, Agaricales, Agaricomycetidae, Agaricomycetes, Agaricomycotina, Basidiomycota, Fungi.
Według Index Fungorum bazującego na Dictionary of the Fungi jest to takson monotypowy z jednym tylko rodzajem:
- rodzina Phyllotopsidaceae Locquin ex Olariaga, Huhtinen, Læssøe, J.H. Petersen & K. Hansen 2020
  - rodzaj: Phyllotopsis E.-J. Gilbert & Donk ex Singer 1936

Gatunki:
- Phyllotopsis ealaensis (Beeli) Pegler
- Phyllotopsis nidulans (Pers.) Singer – boczniaczek pomarańczowożółty
- Phyllotopsis rhodophyllus (Bres.) Singer
- Phyllotopsis salmonea (Kalchbr. & MacOwan) D.A. Reid
- Phyllotopsis subnidulans (Overh.) Singer

Wykaz gatunków i nazwy naukowe na podstawie Index Fungorum. Nazwa polska według Władysława Wojewody.